# George Vasiliou
George Vasos Vassiliou (en grec: Γιώργος Βασιλείου) (Famagusta, 20 de maig de 1931) és un polític xipriota.
El seu pare era comunista i ell va viure en la seva joventut a Hongria. Va fugir a Londres després de la invasió soviètica i va acabar allí els seus estudis. Entre 1988 i 1993 va ser President de Xipre. Va ser triat amb el Partit Progressista del Poble Treballador. Entre 1998 i 2003 va ser el negociador de Xipre per a l'adhesió a la Unió Europea.